# Jalaal Hartley
Jalaal Hartley es un actor, escritor y director de televisión británico.

## Filmografía
| Year      | Title                                  | Role               | Director          | Notes                               |
| --------- | -------------------------------------- | ------------------ | ----------------- | ----------------------------------- |
| 2002      | My Family                              | Alexi              | Dewi Humphreys    | Serie 3, episodio 12 "Ghosts"       |
| 2003      | The Booze Cruise                       | Dominic            |                   | Película de televisión              |
| 2004      | Comedy Lab - Clitheroe                 |                    |                   | Piloto, también escritor y director |
| 2004      | Carrie and Barry                       | Chris              |                   | 1 episodio                          |
| 2004      | Spooks                                 | Lawrence Sayle     |                   | 1 episodio                          |
| 2005      | Ultimate Force                         | Alan               | Richard Holthouse | 1 episodio                          |
| 2005      | The Booze Cruise II: The Treasure Hunt | Dominic            |                   |                                     |
| 2005      | Egypt                                  | Ippolito Rosellini | Ferdinand Fairfax | Miniserie de televisión             |
| 2006      | Murder City                            | Julian McDowell    | Ian Knox          | 1 episodio                          |
| 2006      | Sugar Rush                             | Mark               | Varios            | Recurrente                          |
| 2007      | Doctor Who                             | Dick               | Charlie Palmer    | "El código Shakespeare"             |
| 2007      | Missed                                 | Will               | Guy Ducker        | Cortometraje                        |
| 2007–2008 | Touch Me, I'm Karen Taylor             | Varios             | Varios            | Recurrente                          |
| 2008–2009 | Holby City                             | Tom O'Dowd         | Varios            |                                     |
| 2011      | Twenty Twelve                          | Ben Hooper         | John Morton       | 1 episodio                          |
| 2011      | Doctors                                | Spencer Hawkins    | Varios            | 3 episodios                         |
| 2011–2012 | The Borgias                            | Pinturicchio       | Varios            | 4 episodios                         |
| 2012      | Horrible Histories                     | Varios             | Varios            | Recurrente, serie 4                 |
| 2013      | La Biblia                              | Nashon             | Tony Mitchell     | Miniserie de televisión             |
| 2013      | Shameless                              | Kassi Blanco       | Varios            | Secundario, serie 11                |
| 2014      | Sherlock                               | Jonathan Small     | Colm McCarthy     | "The Sign of Three"                 |
| 2014      | Mr Selfridge                           | Tom Regan          | Rob Evans         | 1 episodio                          |
| 2014      | In the Flesh                           | Oliver             | Alice Troughton   | 1 episodio                          |
| 2015–2020 | Horrible Histories                     |                    | Varios            | Reparto principal                   |
| 2015      | Cucumber                               | Arjit Malloy       | Alice Troughton   | 1 episodio                          |
| 2016      | The Comedian's Guide to Survival       | Lance              | Mark Murphy       | Película                            |
| 2020      | Vera                                   | Sean Forrest       | Paul Gay          | T10:E1 “Blood Will Tell”            |